# 마쓰우라 아쓰시 (1981년)
마쓰우라 아쓰시(일본어: 松浦 敦史, 1981년 12월 28일 ~ )는 일본의 전 축구 선수이다.

## 구단 경력
과거 도쿠시마 보르티스에서 활동하였다.